# Град Ориндж
„Град Ориндж“ (на английски: Orange County) е американски комедиен филм от 2002 г. на режисьора Джейк Касдан, по сценарий на Майк Уайт. Във филма участват Колин Ханкс, Джак Блек, Катрин О'Хара, Скайлер Фикс, Джон Литгоу и Лили Томлин. Филмът е пуснат на 11 януари 2002 г., продуциран е от MTV Productions и Scott Rudin Productions, и е разпространен от Paramount Pictures.

## Актьорски състав
| Актьор        | Роля                               |
| ------------- | ---------------------------------- |
| Колин Ханкс   | Шон Бръмдър                        |
| Джак Блек     | Ланс Бръмдър                       |
| Катрин О'Хара | Синди Бръмдър                      |
| Скайлър Фиск  | Ашли                               |
| Джон Литгоу   | Бъд Бръмбър                        |
| Харолд Реймис | Дон Дъркет                         |
| Джейн Адамс   | Мона                               |
| Гари Маршъл   | Артър Гантнър                      |
| Дейна Айви    | Вера Гантнър                       |
| Карли Поуп    | Таня                               |
| Чеви Чейс     | Директор Харберт                   |
| Лили Томлин   | Шарлот Коб, колежански съветник    |
| Лесли Ман     | Криста                             |
| Брет Харисън  | Лони                               |
| Кайл Хауърд   | Арло                               |
| Ар Джей Кнол  | Чад                                |
| Джордж Мърдок | Боб Беуглер                        |
| Моника Кийна  | Гретхен                            |
| Фран Кранц    | Шейн Брейнард                      |
| Майк Уайт     | Господин Бърк, учител по английски |
| Сара Хейгън   | Сара                               |
| Лизи Каплан   | Момиче от купона                   |

## В България
В България филмът е издаден на VHS на 15 януари 2003 г., и на DVD от 1 октомври 2003 г., в който е разпространен от Александра Видео.